# Zatrephes irrorata
Zatrephes irrorata är en fjärilsart som beskrevs av Rothschild 1909. Zatrephes irrorata ingår i släktet Zatrephes och familjen björnspinnare. Inga underarter finns listade i Catalogue of Life.